# Sussanne Khan

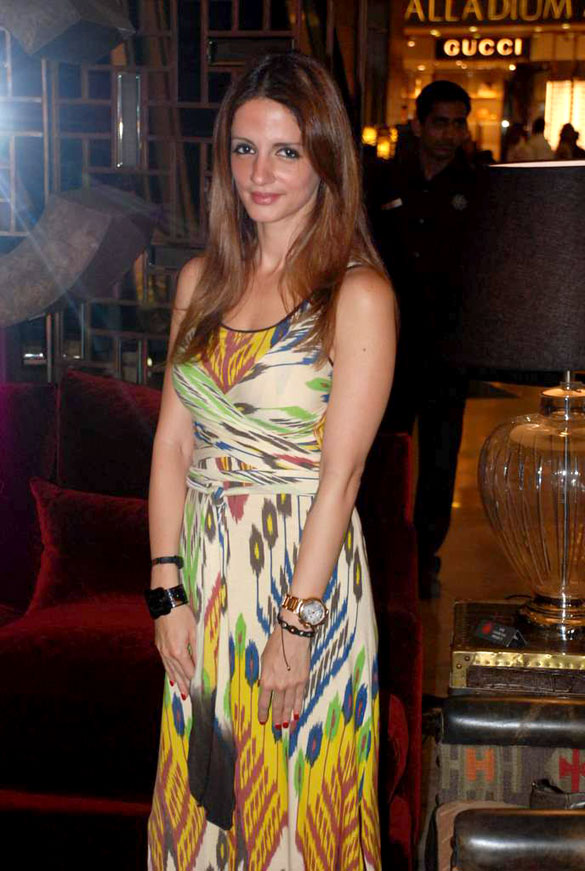
Sussanne Khan in 2018

Sussanne Khan (Bombay, 26 oktober 1978) is een Indiaas modeontwerpster. Khan is de dochter van Sanjay Khan en de oudere zus van Zayed Khan. Khan kreeg in 1996 een relatie met Hrithik Roshan en het koppel trouwde in 2000. Na 14 jaar beëindigden ze hun relatie en ze scheidden officieel een jaar later, na twee zoons te hebben gekregen.